# Çınarköy, Kuşadası
Çınarköy là một xã thuộc huyện Kuşadası, tỉnh Aydın, Thổ Nhĩ Kỳ. Dân số thời điểm năm 2010 là 321 người.